# (R)echte Kerle
(R)echte Kerle. Zur Kumpanei der MännerRECHTSbewegung ist eine 2011 veröffentlichte Monographie von Andreas Kemper über die Geschichte und Einordnung der deutschen Männerrechtsbewegung.

## Inhalt
Das Buch beschreibt zunächst die Entstehung des US-amerikanischen Men's Rights Movement in den frühen siebziger Jahren und befasst sich im zweiten Teil mit der Genese des deutschen Äquivalents, das „ein Produkt der Ende der 80er und zu Beginn der 90er Jahre schleichend stattfindenden Entpolitisierung bürgerlicher Männerbewegter sowie des faktischen Verschwindens der autonomen Männerszene“ sei. Im dritten Teil widmet sich der Autor wichtigen maskulinistischen Akteuren und Netzwerken. In seiner kritischen Auseinandersetzung mit männerrechtlichen Positionen stellte er u. a. die Tendenz einer psychologischen Einstellung fest, die eher dem ‚Syndrom gruppenbezogener Menschenfeindlichkeit‘ entspreche als ihr widerspreche.

## Rezeption
Kempers Monographie gehört zusammen mit Thomas Gesterkamps Expertise Geschlechterkampf von rechts (2010) zu den ersten Untersuchungen der antifeministischen Männer- und Väterrechtsbewegung in Deutschland. Elisabeth Klaus ordnet das Buch als eine der ersten einschlägigen Arbeiten einer „kritischen Männerforschung“ ein. Kemper habe einen „Abriss vorgelegt, der zentrale Entwicklungslinien“ der deutschen Männerrechtsbewegung schildere, so Robert Claus. Es sei „eine erste Analyse des Maskulismus“, die „trotz geringer theoretischer Einbettung“ lesenswert bleibe.

## Ausgabe
- Andreas Kemper: (R)echte Kerle. Zur Kumpanei der MännerRECHTSbewegung. (= Unrast transparent, Rechter Rand. Band 4). Unrast, Münster 2011, ISBN 978-3-89771-104-4 (70 Seiten)